# The Brides of Fu Manchu
The Brides of Fu Manchu is een Britse misdaad/horrorfilm uit 1966, gebaseerd op het personage Fu Manchu van Sax Rohmer. Het was de tweede Fu Manchu film met Christopher Lee in de titelrol. De regie was in handen van Don Sharp.

## Verhaal
Fu Manchu en zijn handlangers ontvoeren de dochters van prominente geleerden, en nemen ze mee naar zijn hoofdkwartier op een verlaten eiland. Als losgeld eist Fu Manchu dat de wetenschappers hem helpen een doodsstraal te bouwen. Daarmee kan hij eindelijk zijn plannen voor wereldoverheersing waarmaken. Nayland Smith heeft wederom de taak Fu Manchu te stoppen.

## Rolverdeling
| Acteur                 | Personage          |
| ---------------------- | ------------------ |
| Christopher Lee        | Fu Manchu          |
| Douglas Wilmer         | Nayland Smith      |
| Heinz Drache           | Franz Baumer       |
| Marie Versini          | Marie Lentz        |
| Howard Marion-Crawford | Dr. Petrie         |
| Tsai Chin              | Lin Tang           |
| Rupert Davies          | Jules Merlin       |
| Kenneth Fortescue      | Sergeant Spicer    |
| Joseph Fürst           | Otto Lentz         |
| Roger Hanin            | Inspector Grimaldi |
| Harald Leipnitz        | Nikki Sheldon      |
| Carole Gray            | Michel Merlin      |

## Achtergrond
De film werd grotendeels opgenomen in Londen.